# 加州灣副獅子魚
加州灣副獅子鱼，为輻鰭魚綱鮋形目杜父魚亞目狮子鱼科的其中一種。分布於東北太平洋從白令海至墨西哥下加利福尼亞半島海域，屬深海底棲性魚類，棲息深度在水深700至1900公尺，背鰭軟條69枚；臀鰭軟條61枚，皮膚、口腔與鰓室黑色；幽門的盲腸灰白色，體長可達10.2公分，生活習性不明。